# Senftenberg (Ausztria)
Senftenberg osztrák mezőváros Alsó-Ausztria Kremsvidéki járásában. 2025 januárjában 1917 lakosa volt. 

## Elhelyezkedése

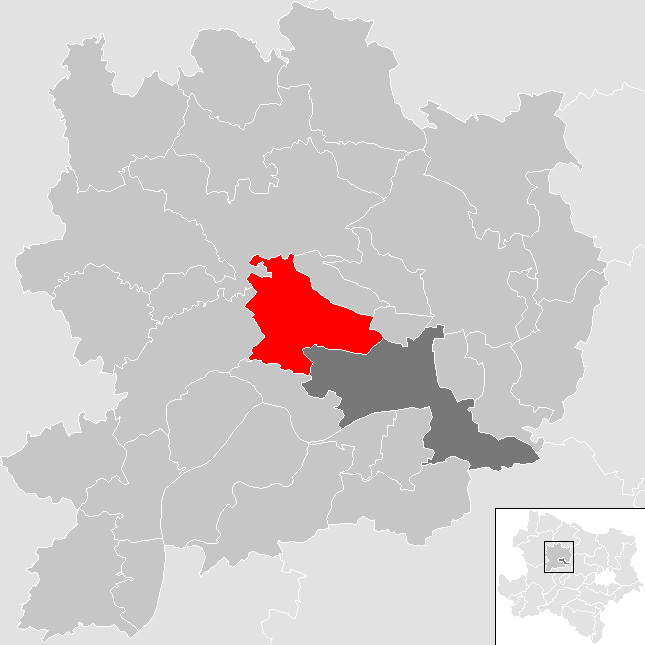
Senftenberg a Kremsvidéki járásban

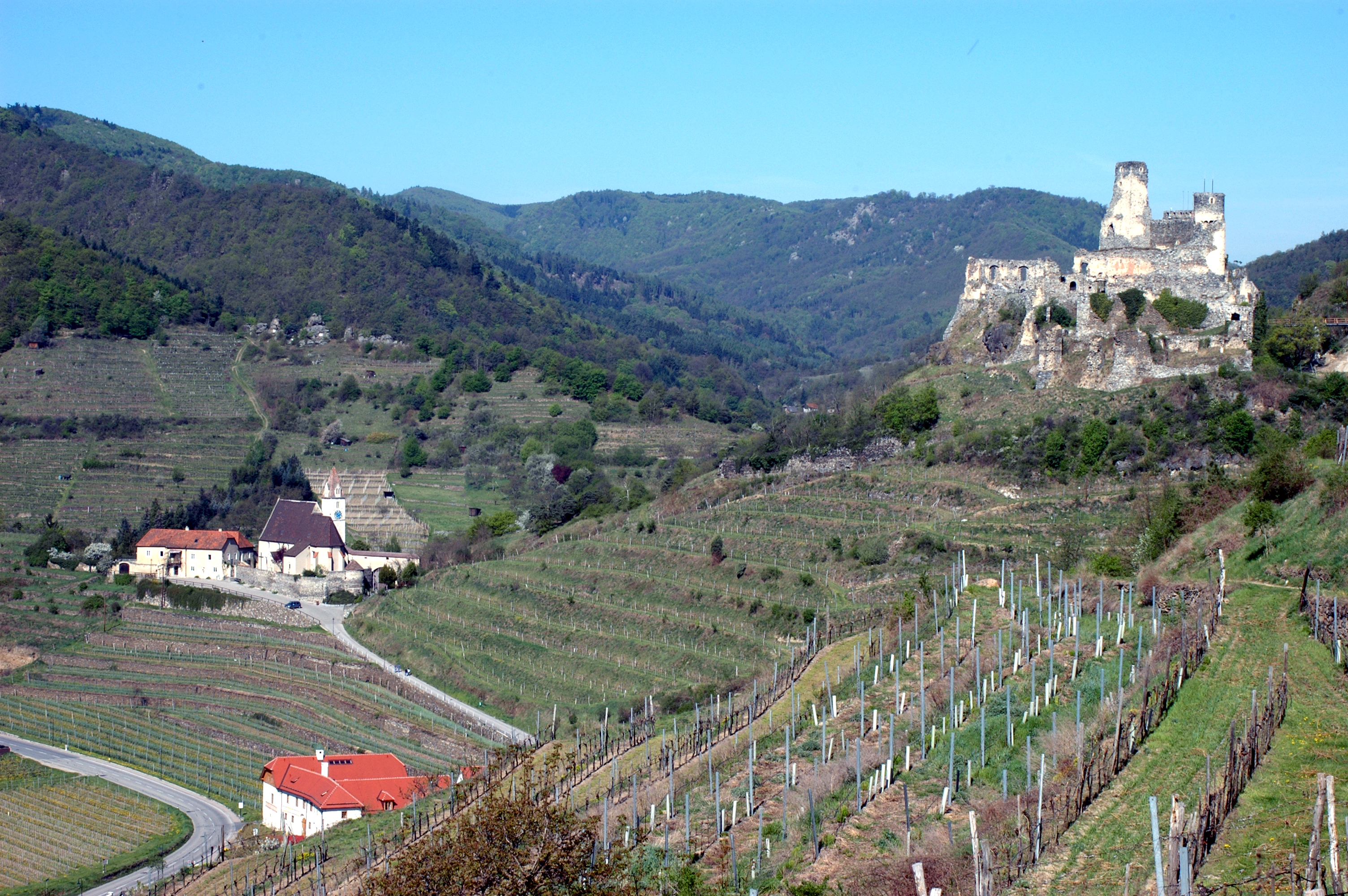
A vár és a Szt. András-plébániatemplom

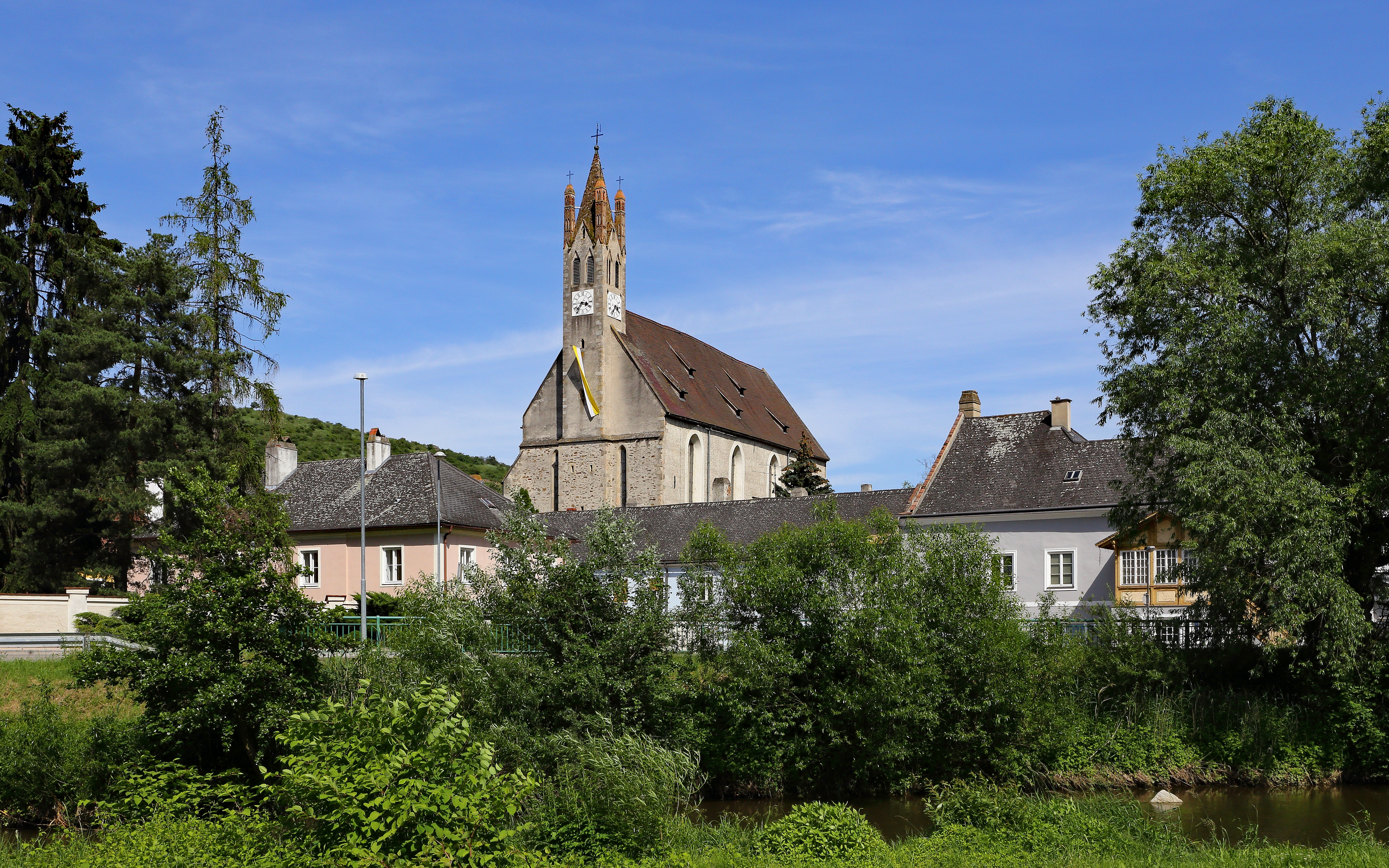
A Mária születése-plébániatemplom

Senftenberg a tartomány Waldviertel régiójában fekszik a Krems folyó mentén. Területének 75%-a erdő, 4% szőlő, 15,6% áll egyéb mezőgazdasági művelés alatt. Az önkormányzat 6 települést egyesít: Imbach (567 lakos 2025-ben), Meislingeramt (30), Priel (189), Reichaueramt (61), Senftenberg (969) és Senftenbergeramt (101). 
A környező önkormányzatok: északra Gföhl, északkeletre Droß, keletre Stratzing, délkeletre Krems an der Donau, délre Dürnstein, nyugatra Weinzierl am Walde.

## Története
Senftenberget 1197-ben említik először egy oklevél tanúja, Ruedeger de Senfenberc nevében. 1200 körül házasság révén Zöbingek szerezték meg, majd 1314-ben a Wallseek vásárolták meg. Az uradalom 1483/89-ben a Schaunberg grófok birtokába került. 1583-ban mezővárosi jogokat, valamint címert kapott. A harmincéves háború idején, 1645-ben várát a svédek lerombolták és soha nem építették újjá. A birtok 1717-ben a Starhemberg grófok birtokába került, egészen 1848-ig, a feudális birtokrendszer megszűnéséig. 

## Lakosság
A senftenbergi önkormányzat területén 2025 januárjában 1917 fő élt. Lakosságszáma 1900 óta 2000 körül stagnál. 2022-ben az ittlakók 91,6%-a volt osztrák állampolgár; a külföldiek közül 1,7% a régi (2004 előtti), 3,6% az új EU-tagállamokból érkezett. 0,8% a volt Jugoszlávia (Horvátország és Szlovénia kivételével) vagy Törökország; 2,3% egyéb ország polgára volt. 2001-ben a lakosok 88,5%-a római katolikusnak, 1,5% evangélikusnak, 0,8% ortodoxnak, 0,7% mohamedánnak, 6,3% pedig felekezeten kívülinek vallotta magát. Ugyanekkor két magyar élt a mezővárosban; a legnagyobb nemzetiségi csoportot a német anyanyelvűeken (97%) kívül a szerbek alkották 0,9%-kal.  
A népesség változása:

| 2016 | 1 897 |
| 2018 | 1 977 |

## Látnivalók
- a senftenbergi vár romjai
- a Szt. András-plébániatemplom
- az imbachi Mária születése-plébániatemplom

## Testvértelepülések
- Senftenberg (Németország)